# Chironomus pedestris
Chironomus pedestris är en tvåvingeart som först beskrevs av Johann Wilhelm Meigen 1830.  Chironomus pedestris ingår i släktet Chironomus och familjen fjädermyggor.
Artens utbredningsområde är Tyskland. Inga underarter finns listade i Catalogue of Life.